# La Ferté-Beauharnais
La Ferté-Beauharnais là một xã thuộc tỉnh Loir-et-Cher trong vùng Centre-Val de Loire miền trung nước Pháp.